# مشنگ (هری پاتر)

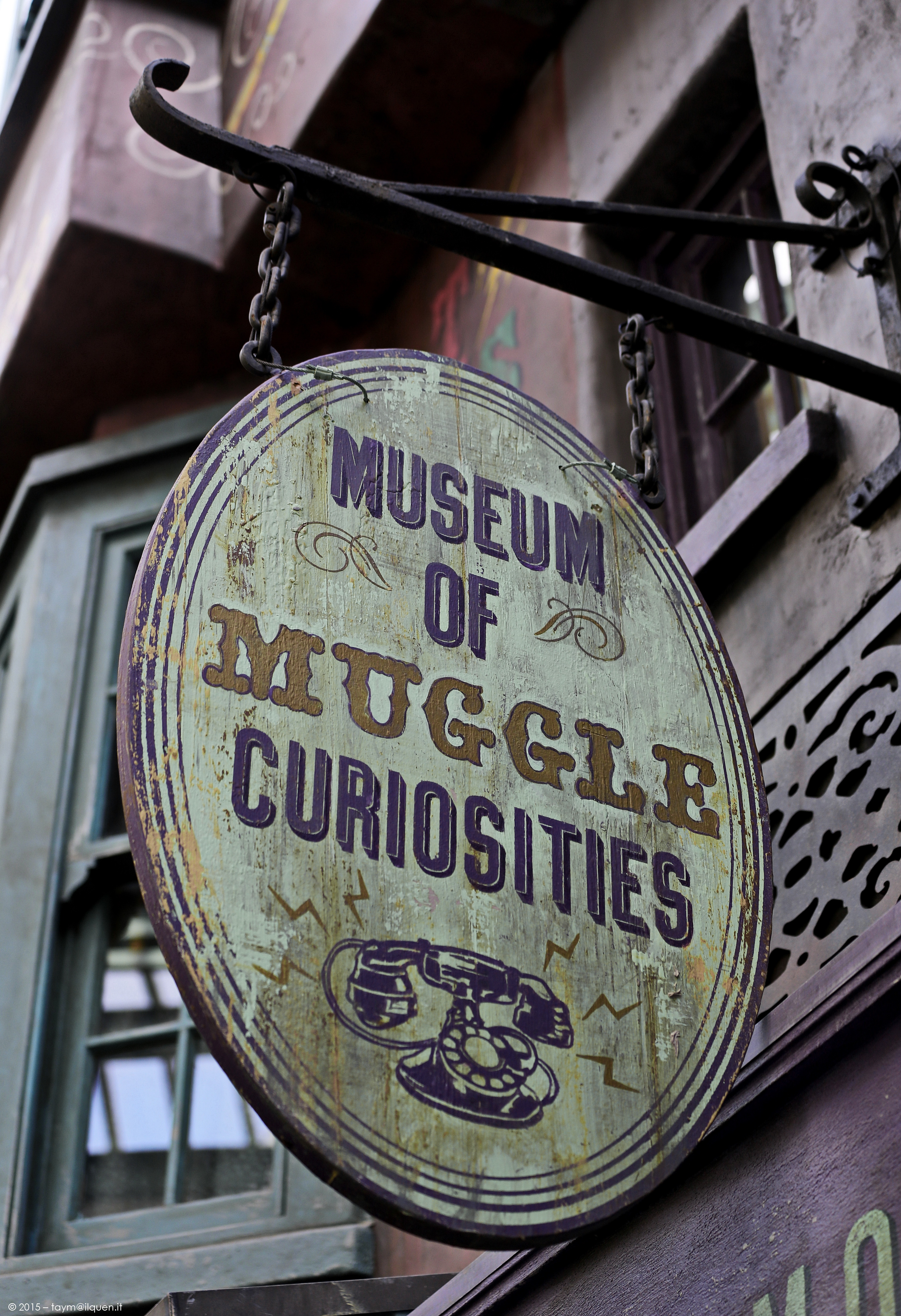
موزه عجایب ماگل‌ها در دنیای جادوگری هری پاتر، یونیورسال استودیوز، اورلاندو، ۲۰۱۵

در سری هری پاتر به آن دسته از افراد که توانایی‌های جادوگری ندارند مَشَنگ، ماگل یا جادوبند گفته می‌شود. به افرادی که هم پدر و هم مادرشان مشنگ هستند ماگل زاده یا مشنگ‌زاده گفته می‌شود. گاهی به جای واژه مشنگ زاده (muggleborn) از واژه گندزاده(mudblood) به عنوان ناسزا استفاده می‌شود. به افرادی که از طرف یکی از والدین مشنگ بوده و از طرفی دیگر جادوگر، دورگه یا نیمه‌اصیل می‌گویند. واژهٔ مشنگ در ترجمه فارسی این داستان‌ها ترجمه واژه انگلیسی ماگِل (Muggle) است. مشنگ‌ها دارای فنون جادو نیستند و در عوض برای رفاه جنگ و… از ابزارها و فناوری استفاده می‌کنند. با این حال جادوگران در بعضی موارد از فناوری مشنگ‌ها بهره برده‌اند. مانند ایستگاه نه و سه چهارم. از شخصیت با پدر و مادری ماگل می‌توان به هرماینی گرینجر اشاره کرده و از شخصیتی اصیل یا غیر ماگل می‌توان به رونالد ویزلی اشاره کرد. وزارت سحر و جادو نمی‌خواست مشنگ‌ها چیزهای جادویی را ببینند زیرا جادوگران می‌خواستند نوادگانشان هم مجالی برای استفاده از جادو را داشته باشند. بعد از مدتی جامعه به دو دسته جادوگران و مشنگ‌ها تقسیم شد. در همین وقت‌ها بود که وزارت سحر و جادو تشکیل شد. بعضی از جادوگران از طلسم فراموشی(obliviate) برای اینکه از یاد مشنگ‌ها برود که چیزی دیده‌اند استفاده می‌کردند. حتی بعضی از مشنگ‌ها با توجیه‌های ساده گول می‌خوردند؛ کتابی در این باره هست که می‌توانید بخوانید:چرا مشنگ‌ها ترجیح می‌دهند که ندانند. نوشته پروفسور موردیکوس. چیز دیگری که مانع اختفای دنیای جادویی در برابر مشنگ‌ها می‌شد، موجودات مختلف بودند به همین دلیل، برای خیلی از آنها زیستگاه‌های خاصی تعیین شد که آنان بتوانند در آنجا راحت و دور از چشم مشنگ‌ها زندگی کنند. البته این راهکار برای موجوداتی از قبیل اژدها زیاد مؤثر نبود، زیرا خیلی از آن موجودات علاقه‌مند به جلب توجه یا حمله به انسان‌ها بودند. در این باره می‌توانید کتاب جانواران شگفت‌انگیز و زیستگاه آنها نوشته نیوت اسکمندر رو بخوانید. در جامعه جادوگران همه افراد موظف بودند طبق ماده ۷۳ در هر جا که توانستند جادوگری را از دید مشنگ‌ها مخفی سازند. پس از مدتی، مخفی سازی جلوی مشنگ‌ها دیگر برای جادوگران کاری عادی به نظر می‌رسید و این کار برای آنها خیلی آسان شده بود.